# ATK kod N
ATK kod N Živčani sustav je kategorija ATK klasifikacijskog sustava, sustava za klasifikaciju lijekova koju propisuje SZO. Dijeli se na:
- N01 Anestetici
- N02 Analgetici
- N03 Antiepileptici
- N04 Lijekovi za liječenje Parkinsonove bolesti
- N05 Psiholeptici
- N06 Psihoanaleptici
- N07 Drugi lijekovi za živčani sustav